# Communauté de communes Atur-Saint-Pierre-de-Chignac
La communauté de communes Atur-Saint-Pierre-de-Chignac, précédemment nommée communauté de communes Atur-Marsaneix-Saint-Pierre-de-Chignac, est une ancienne communauté de communes française, située dans le département de la Dordogne et la région Aquitaine.

## Histoire
La « communauté de communes Atur-Marsaneix-Saint-Pierre-de-Chignac » a été créée le 30 décembre 1993 pour une prise d'effet au 1er janvier 1994 avec trois communes : Atur, Marsaneix, et Saint-Pierre-de-Chignac.
Elle change de dénomination et devient « communauté de communes Atur-Saint-Pierre-de-Chignac » après que Marsaneix l'a quittée pour rejoindre la communauté de communes Isle Manoire en Périgord le 26 décembre 2002.
Compte tenu de sa dimension minime limitant ses possibilités, elle est dissoute le 28 décembre 2006 et les deux communes restantes rejoignent à leur tour la communauté de communes Isle Manoire en Périgord.
Pendant les treize années de son existence, son unique président fut Alain Cournil, maire d'Atur, où était implanté le siège de la communauté de communes.